# Surf Session
Surf Session est un magazine de surf français fondé en 1986 à Biarritz.

## Historique
Surf Session est un magazine de surf fondé en 1986 par Gibus de Soultrait et Pierre-Bernard Gascogne. La première année, 4 numéros sortent, tirés chacun à 14 000 exemplaires. 
Au début des années 1990, le magazine accompagne le lancement de l'association Surfrider Foundation Europe à Biarritz autour notamment de Tom Curren.
En 1994, le groupe diversifie son offre et renforce son attachement à la culture surf américaine en adaptant The Surfer's Journal (en) en une version française,.
En 1996, le titre dont l'actionnaire majoritaire est alors le Groupe Sud Ouest annonce une diffusion de 50 000 exemplaires chaque mois,. En janvier 2002, la part du groupe Sud Ouest dans l'actionnariat de Surf Session passe de 66 à 100%. En complément de son titre principal, la société édite alors plusieurs autres magazines consacrés aux sports de glisse : « Bodyboard », « Snow Session », « Ski Session » et « Ride On »,. Un nouveau titre complète cette liste en janvier 2006 avec l'adaptation française du magazine de skateboard Thrasher.
En 2015, Surf Session est racheté par Bruno Ledoux dont la holding possède alors 100% du capital du magazine. À cette date le magazine se vend à 30 000 exemplaires toute l'année et jusqu'à 40 000 durant l'été. Bruno Ledoux s'associe ensuite au groupe ocean surf report avant de quitter le magazine en 2019.
En 2023, le titre est placé en redressement judiciaire avant d'être racheté par Alexis Atteret, directeur artistique du magazine.